# Tatort: Schwarzer Peter
Schwarzer Peter ist eine Folge der deutschen Fernsehkrimireihe Tatort aus dem Jahr 2009. Der Film des Mitteldeutschen Rundfunks unter der Regie von Christine Hartmann mit Simone Thomalla und Martin Wuttke als Leipziger Ermittler Saalfeld und Keppler wurde am 18. Januar 2009 erstmals im Programm der ARD Das Erste ausgestrahlt. Im vierten gemeinsamen Fall der Leipziger Ermittler geht es um häusliche Gewalt und ihre Folgen. Die Haupt-Gaststars dieser Folge sind Suzanne von Borsody, Pierre Besson, Chiara Schoras  und Thomas Huber.

## Handlung
Eine Familie entdeckt bei ihrem Ausflug auf der Weißen Elster eine Leiche im Wasser. Die gerichtsmedizinische Untersuchung ergibt, dass der aufgefundene Mann schon fünf bis acht Tage tot sein muss. Das Makabere: Der Leiche wurden postmortal mit einer Axt die Beine abgetrennt und auch ein Ring wurde vom Finger entfernt – was auf viel Kraft schließen lässt oder auch viel Hass. Seitlich am Körper des Getöteten befindet sich der Einstich durch ein Messer, der todesursächlich war. Das Seil, mit dem der Körper zusammengebunden war, führt Keppler in einen Erotikshop. Auch der verwendete Knoten, mit dem die Hände des Mannes zusammengebunden waren, war sehr speziell, allerdings entsprach er nicht denen, die bei Fesselspielen angewandt werden. Nachdem der Tote als Peter Schneider identifiziert werden konnte, suchen Saalfeld und Keppler dessen Ehefrau Gitta auf. Eher stoisch nimmt sie die Nachricht vom Tod ihres Mannes auf und wirkt dabei wie eine Unbeteiligte und etwas entrückt, so als hätte sie die Tragweite der Mitteilung nicht verstanden. Eigentlich erwartete sie ihren Mann von einer Geschäftsreise zurück. Als die Ermittler Ivonne Schneider, eine der Töchter des Toten aufsuchen, erfahren sie von dieser, dass sich die Autorität des Vaters nur auf Lautstärke und Schläge gegründet habe. 
Gitta Schneider versucht inzwischen vergeblich ihre jüngere Tochter Susanne telefonisch zu erreichen. Susanne hat schwere Eheprobleme und versucht sich immer wieder gegen ihren brutalen Ehemann zur Wehr zu setzen. Die junge Frau ist auch sexueller Gewalt durch den eigenen Ehemann ausgesetzt, und auch die Tochter Lina bekommt die Gewaltbereitschaft des Vaters zu spüren. Rüdiger Kuhnert duldet keinerlei Widerspruch von Frau und Tochter, auch wenn es ihm im Nachhinein öfter mal leid tut.
In seiner Firma ist man über Schneiders Tod bestürzt und äußert sich, dass er ein kompetenter Chef gewesen sei, auch wenn durchklingt, dass er durch seinen autoritären Führungsstil nicht sehr beliebt war. Ein erster Verdacht fällt auf seinen Stellvertreter und Ziehsohn Christian Bensen, da er die Firma übernehmen sollte und man von Streitigkeiten zwischen ihm und Schneider wusste. Bensen erzählt, dass Schneider ein Macher gewesen sei, er hätte die Firma nach der Wende fast im Alleingang aufgebaut. Auch Schneiders Sekretärin Hönig sagt für ihn aus, er hätte sie eingestellt trotz eines behinderten Sohnes und ihr bei Bedarf immer frei gegeben. Rieka Cordes, eine weitere Angestellte Schneiders, nimmt die Nachricht von seinem Tod sichtlich erregt auf.
Saalfeld und Keppler suchen Siegbert Finster auf, der von Schneider entlassen wurde, und sichtlich nicht nur soziale Probleme hat. Er ist verschlossen, hält viele Katzen und ist bei den anderen Mietern nicht beliebt. Da er sich unkooperativ zeigt, wird er von Saalfeld aufs Kommissariat bestellt. Keppler missfällt das, denn er könne ja fliehen. Beim Verhör stellt Finster seinen Chef als „mieses Schwein“ dar, der über Leichen gegangen sei und alle wie Leibeigene behandelt und mit Geld alles und jeden gekauft habe. Da er das nicht mehr habe ertragen können, sei er zum Trinker geworden, woraufhin er dann eines Tages entlassen worden sei. Als er Schneider gebeten habe, ihn wieder einzustellen, habe dieser kaltschnäuzig abgelehnt. Finster hätte also ein Motiv gehabt.
Ivonne Schneider besucht ihre Mutter und nimmt Anstoß daran, dass weder ihre Schwester Susanne noch ihr Bruder Michael die Mutter inzwischen aufgesucht hätten. Verwundert stellt sie fest, dass der Vogelkäfig leer ist. Dem Vogel Bubi gehörte die ganze Liebe ihrer Mutter Gitta. Eva Saalfeld kommt vorbei, um Gitta Schneider mitzuteilen, dass der Leichnam ihres Mannes zur Beerdigung freigegeben sei. Auf dem Weg zurück zu ihrem Auto trifft sie auf eine interessierte Nachbarin, die ihr einiges zu den Familienverhältnissen der Schneiders sagen kann. Keppler befragt derweil Michael Schneider in seinem kleinen Laden nach seinem Vater und seinem Verhältnis zu ihm sowie nach Christian Bensen. Auch hier wird deutlich, dass Michael kein Verhältnis zu seinem Vater hatte und ihn ablehnte. Er meint, der Vater habe einen Ersatzsohn in Christian Bensen gefunden und ihn dafür in Ruhe gelassen.
Eva Saalfeld begleitet Gitta Schneider in die Gerichtsmedizin, da sie ihren Mann unbedingt noch einmal sehen wollte. Anschließend geht sie mit Gitta Schneider zurück zu deren Haus, wo diese ihren Kleiderschrank öffnet, um zu zeigen, wie großzügig ihr Mann stets gewesen sei und wie reich er immer alle bedacht habe. Ihr habe er Kleider und teure Pelze geschenkt, dem Sohn ein Motorrad und später seinen Laden, Susanne ein Pony. Saalfelds Eindruck ist, dass sie sehr leidet. Als Saalfeld und Keppler Gitta Schneiders Tochter Susanne besuchen, werden sie Zeugen, wie die kleine Lina ihre Aggressionen an ihrem geliebten Hund auslässt. Susanne und Rüdiger Kuhnert schildern Peter Schneider zwar als großzügig, beteuern aber, dass sie schon seit längerem nur wenig Kontakt zu ihm gehabt hätten. Saalfeld erahnt häusliche Gewalt, stößt aber auf eine „Mauer des Schweigens“, als sie nachfragt und Susanne ihre Hilfe anbietet.
Während Keppler auf Rieka Cordes trifft, um sie nach Details der Beziehung zwischen Schneider und Bensen zu befragen, fährt Eva Saalfeld zu ihrer Mutter, um sich am Abend um ihren Neffen Lucas zu kümmern. Keppler erscheint und Saalfeld schickt Lucas zu Bett. Sie reden über die Kuhnerts und über Gewalt in Familien allgemein, die oft mit Vergangenheitsbewältigung zu tun hat und meist von Generation zu Generation weitergegeben wird. Michael Schneider besucht seine Mutter noch spät am Abend, weil sie nicht ans Telefon gegangen ist. Er findet sie bewusstlos auf dem Sofa liegend vor und zahlreiche leere Schlafmittelpackungen auf dem Tisch. Durch sein schnelles Eingreifen kann Gitta Schneider gerettet werden. Im Krankenhausflur treffen die drei Geschwister aufeinander, und man spürt die Mischung aus Trauer, Wut und Verzweiflung. Die Schwestern streiten sich auf dem Flur, während Michael am Bett der Mutter sitzt.
Inzwischen wird das Auto von Peter Schneider in der Nähe des Ortes, in dem Gitta Schneider aufgewachsen ist, aus einem Fluss geborgen. Die Nachbarin, die gesehen hat, dass Peter Schneider am Montag mit dem Wagen weggefahren ist, ist sich aber sicher, dass nur er selbst dieses Auto gefahren hat. Frau Schneider sei nie gefahren. Es finden sich Spuren, die eindeutig belegen, dass die Leiche Schneiders in diesem Wagen transportiert worden ist. Saalfeld sucht noch einmal Susanne Kuhnert auf und findet sie blutend auf dem Fußboden in der Küche. Sie ruft Verstärkung, lässt die kleine Lina in Sicherheit bringen und stellt sich dem vor Wut tobenden Rüdiger Kuhnert entgegen. Dieser wird verhaftet und die misshandelte Susanne medizinisch versorgt. Eva Saalfeld geht das sichtlich nahe, worüber sie auch mit Keppler spricht. Da in dem geborgenen Wagen Fingerabdrücke von Peter, Gitta und Michael Schneider gefunden wurden, wird dieser befragt und gesteht, mit seiner Mutter manchmal heimlich Ausflüge unternommen zu haben, wenn sein Vater dienstlich unterwegs gewesen sei. Der Vater habe nicht gewollt, dass seine Mutter das Haus verlässt. Michael erzählt weiter, wie sein Erzeuger – denn ein Vater sei er für ihn nie gewesen – ihn gezwungen habe zuzusehen, wenn er die Mutter verprügelt habe.
Saalfeld und Keppler erscheinen mit der Spurensicherung im Hause Schneider und finden gebündelte Briefe, die mit einem speziellen Knoten zusammengebunden sind, so wie auch die Arme von Schneiders Leiche und seine später gefundenen Beine. Auch der Ehering wird gefunden. Eva Saalfeld weist Gitta Schneider darauf hin, dass im Falle massiver häuslicher Gewalt, die Befreiung daraus bei Gericht als Notwehr gewertet werden könne. Mit den Fakten und den Misshandlungen konfrontiert gesteht Gitta Schneider: „Ich habe gedacht, wenn ich alles aushalte, dann wird irgendwann alles gut. Ich habe schon als Kind den ‚Schwarzen Peter‘ gezogen. Lieber ein Leben im Gefängnis, als noch länger mit diesem Mann.“ Am Tag der Tat hätten sich die Demütigungen durch ihren Mann zugespitzt und als er dann zur „Krönung“ auch noch ihrem Vogel Bubi den Hals umgedreht habe, habe sie mit dem Küchenmesser zugestochen. Er habe sich nicht gewehrt, es sei alles ganz schnell gegangen. Da sie vor Jahren einen schweren Bandscheibenvorfall gehabt habe, weswegen sie nicht mehr schwer habe tragen können, habe sie ihm die Beine abgehackt. Kurz bevor Gitta Schneider mit dem Polizeiwagen ins Präsidium gefahren wird, begegnet sie ihrer Tochter Susanne und ihrer Enkelin Lina und meint zu der Kleinen, sie sollte gut auf ihre Mami aufpassen, die noch immer nicht mit ihr spricht. Eva Saalfelds Blick ist nachdenklich und traurig, als sie Gitta ins Polizeiauto einsteigen sieht. Auf den Vorschlag von Keppler, ein Stück zu laufen, geht sie ein und lässt das Auto durch einen Polizisten ins Präsidium fahren.

## Produktion und Hintergrund
Der Tatort wurde für Das Erste im Auftrag des MDR von Saxonia Media produziert. Gedreht wurde diese Tatort-Folge vom 4. Juni bis zum 2. Juli 2008 in Leipzig und Umgebung.
Es wurden Zitate aus dem Zeit-Dossier „Die Mörderin“ von Sabine Rückert verwendet.
Im Film erklingt der Titel Sea of Love, gesungen von Cat Power, eine Komposition von Philip Baptiste und George Khoury.

## Rezeption

### Einschaltquoten
Die Erstausstrahlung am 18. Januar 2009 wurde in Deutschland von insgesamt 8,7 Millionen Zuschauern gesehen und erreichte einen Marktanteil von 23,6 Prozent für Das Erste. In der werberelevanten Gruppe der 14–49-jährigen Zuschauer konnten 2,78 Millionen Zuschauer und ein Marktanteil von 17,9 % erreicht werden.

### Kritik
Frank Kober von der Märkischen Allgemeinen hält die Folge Schwarzer Peter für gelungen und meint, „Regisseurin Hartmann zieh[e] sie weg von der Oberfläche billiger Effekthascherei und hinab in die Tiefen eines echten Rollenverständnisses für ihre Figuren.“ TV Movie meint, dass es sich bei Schwarzer Peter um ein Meisterwerk handele und führt weiter aus: „Ab und zu aber ist ein Film dabei, der als Meisterwerk gelten muss – weil er in seiner Summe mehr ist als ‚nur‘ ein Krimi. Dieser TATORT gehört dazu. Schwarzer Peter erzählt eine eigentlich unspektakuläre, aber dafür umso tiefer empfundene Geschichte über das alltägliche Grauen in scheinbar intakten Familien. Die Regie ist atemberaubend präzise und sensibel; und die Darsteller begeistern bis in die kleinsten Nebenrollen.“ Von TV Digital bekommt Schwarzer Peter den nur sparsam vergebenen ‚grünen Punkt‘, was der Höchstwertung entspricht. Die Programmzeitschrift führt aus: „Vielleicht in Relation etwas übertrieben, aber: sehr stark gespielt und leider recht nah an der Wahrheit in so mancher Familie. Schwere Kost und nach dem eher mäßigen Vorgänger ein wieder sehr guter Leipziger Beitrag.“ Die Mitteldeutsche Zeitung ist der Ansicht, dass dieser Tatort „menschliche Abgründe gelungen ausleuchte“ und „nur die Sprache namentlich die der Nebenfiguren gelegentlich arg bemüht wirk[e].“ Dafür gäbe es aber „eine knallharte Pointe.“